# 若尾幾造 (初代)
初代若尾 幾造（わかお いくぞう、1829年（文政12年12月）- 1896年（明治29年）10月10日）は、幕末から明治期の実業家。

## 経歴
甲斐国巨摩郡在家塚村（のち山梨県中巨摩郡在家塚村、現南アルプス市在家塚）で、若尾林右衛門の息子として生まれる。分家して農業に従事した。
商業に興味がなかったが、異母兄若尾逸平の熱心な勧誘を受け、安政6年（1859年）横浜に出て生糸売込業、綿花・水晶・砂糖の取引業に従事。1875年、兄弟で財産を分割して、横浜本町で生糸売込業を開業した。1880年、横浜商法会議所設立に伴い初代常議員となり、1893年、若尾銀行を設立して頭取となった。

## 親族
旧姓による表記
尊属血族
- 若尾藤三郎
- 若尾新九郎
- 若尾林右衛門 - 父

異母兄
- 若尾逸平 - 第十国立銀行取締役。東京電燈などを買収
- （婚族）細田はつ - 細田利兵衛の子
  - （養子）細田民造 - 細田利兵衛の子、東京電燈社長、東京瓦斯・横浜正金銀行重役

長男
- 若尾幾造 (2代) - 長男。若尾銀行頭取、日本鉄道・帝国ホテル取締役、衆議院議員・貴族院多額納税者議員[4]
- （婚族）小笠原詮子 - 小笠原長守の子
  - 若尾幾太郎 - 長男。衆議院議員、若尾銀行頭取[4]

長女
- 若尾幾久 - 長女
- （婚族）細田民造 - 若尾逸平の養子
  - 若尾謹之助 - 三男。若尾銀行頭取。3代目当主
  - （婚族）西ハル -  西寛二郎陸軍大将の三女[5][6]
    - 若尾達郎 - 養子で五男。4代目当主

  - 細田ゑい - 長女（夫は越前勝山藩8代藩主小笠原長守の四男で、若尾民造の養子となった後に民造の生家である細田家を継いだ細田粲四郎）
  - 若尾きよの - 次女
  - （婚族）広瀬璋八 - 県会議員広瀬久光の子。東京電燈社長
    - 若尾鴻太郎 - 三ツ引商事社長（東京電燈関連会社）
    - 若尾達郎 - 謹之助妻ハルの養子。4代目当主

  - 若尾千代 - 三女（夫は若尾幾太郎）
  - 若尾れん - 四女（夫は大橋進一）